# AIM-26 Falcon
AIM-26 «Фэлкон» (англ. AIM-26 Falcon [fɔ:lkən] — Сокол) — американская управляемая ракета класса «воздух—воздух» с ядерной боевой частью. Единственная управляемая ракета «воздух-воздух» с ядерной боевой частью, когда-либо принятая на вооружение ВВС США. Из-за низкой надёжности, ограниченных возможностей системы наведения и появления достаточно совершенных ракет с боевыми частями в обычном снаряжении, оставалась на вооружении недолго и в 1972 году была списана.

## История
В 1956 году ВВС США начали разработку новой модификации управляемой ракеты AIM-4 Falcon, оснащённой ядерной боевой частью. Причиной тому было желание получить ракету, способную поражать сверхзвуковые бомбардировщики и крылатые ракеты не только на догонных, но и на встречных курсах. Существующие в 1950-х годах системы наведения не могли дать достаточной гарантии точного попадания в самолёт противника на встречном курсе: применение ядерного заряда, способного уничтожить цель даже при промахе в несколько сотен метров, позволяло эффективно решить проблему.
На вооружении ВВС уже имелась ядерная ракета AIR-2 Genie, поставленная на испытания в 1955 году. Но эта ракета, по ряду технических причин, была разработана в неуправляемом варианте. Поражение с её помощью скоростных высоколетящих бомбардировщиков требовало от пилота истребителя-перехватчика точного расчета пуска. Считавшаяся вполне вероятной в 1950-х годах перспектива появления в будущем бомбардировщиков и крылатых ракет летящих на скорости в несколько раз больше скорости звука, требовала более совершенного оружия.
Разработка двух ракет под индексами XGAR-5 и XGAR-6 была начата одновременно компанией Hughes. Обе ракеты должны были представлять собой улучшенные и значительно увеличенные в размерах модификации AIM-4 Falcon (длина — 3,5 м, диаметр — 300 мм, против 2 м и 160 мм соответственно у прототипа) и различались только методом наведения: полуактивное радиолокационное самонаведение на первой и пассивное инфракрасное на второй. Тем не менее, разработка была прекращена на этапе проектирования: в 1956 году не существовало ядерных зарядов, более лёгких, чем применявшийся на AIR-2 Genie боезаряд W-25, весивший почти 100 килограммов. Разместить такую БЧ в корпусе даже увеличенной AIM-4 Falcon (диаметр — 300 мм, против 445 мм у AIR-2) было просто невозможно.
В 1959 году, как результат стремительной миниатюризации ядерных зарядов, проект был возрождён. ВВС США хотели получить ракету с полуактивным радиолокационным наведением, способную эффективно поражать сверхзвуковые бомбардировщики в лобовой атаке. Так как возможности ядерной технологии к этому моменту позволяли без особого труда установить ЯБЧ в корпус обычной AIM-4, разработка проходила без особых сложностей и в 1961 году новая ракета GAR-11 (обозначение ракеты до 1963 года) поступила на вооружение ВВС США.

## Конструкция
Конструкция AIM-26 Falcon была практически идентична AIM-4 Falcon. Ядерная ракета была немного длиннее (2,14 м против 1,98 м у AIM-4), значительно тяжелее и имела почти вдвое больший диаметр корпуса. На ней использовался более мощный двигатель Thiokol M60, способный обеспечить эффективную дальность до 16 км.
В качестве боевой части, в ракете была использована одна из самых компактных когда-либо созданных ядерных БЧ: 23-килограммовая W-54, аналогичную применяемой на ядерном гранатомёте Davy Crockett. Боевая часть имела энерговыделение около 0,25 кт в тротиловом эквиваленте и обеспечивала эффективное поражение в основном за счёт проникающего ионизирующего излучения.
Так как ситуация военного времени могла привести к необходимости применения ракеты вблизи населённых пунктов, также была разработана модификация с конвенционной осколочно-фугасной боевой частью, пригодной только для применения вдогон.

## Боевая служба

### В ВВС США
Ракета поступила на вооружение в 1961 году. В 1963 году, в рамках общей смены обозначений, её индекс был изменен на AIM-26A (для ядерной версии). Вариант ракеты с конвенционной боевой частью обозначался как AIM-26B.
Практика показала, что AIM-26 была не очень надёжным оружием. Системы ракеты были склонны к частым отказам, ракета была довольно капризна и сложна в обслуживании из-за ядерной боевой части. Лётчики не считали AIM-26 ценным или эффективным средством поражения. К 1970-у году, прогресс в характеристиках РЛ ГСН, достигнутый в ракете AIM-7 Sparrow, позволил эффективно осуществлять атаку бомбардировщиков со встречных курсов с помощью обычных боевых частей, что наряду с непригодностью для поражения низколетящих целей привело к быстрому выводу AIM-26 Falcon из эксплуатации в начале 1970-х годов. Кроме того, полуактивная система наведения AIM-26, разработанная ещё в 1950-х, оказалась весьма подвержена радиопомехам.
С 1970 года, ракеты постепенно снимались с вооружения, причем ядерные боевые части переделывались в БЧ управляемых ракет класса «воздух-поверхность». В 1971 году последняя AIM-26 была снята с вооружения.
Некоторое количество ракет AIM-26B в обычном снаряжении было приобретено Швейцарией.

### В ВВС Швеции
В 1960-х годах, Швеция приобрела лицензию на производство ракеты AIM-26B с осколочно-фугасной БЧ. Под индексом Rb.27, ракета производилась для шведских ВВС и использовалась на истребителях Saab 35 Draken до конца 1990-х годов. Всего было изготовлено около 400 ракет Rb.27. Ракеты шведского производства также поставлялись в Финляндию.